# Уилок, Даглас Харри
Даглас Харри Уилок (англ. Douglas Harry Wheelock; 5 мая 1960 года, Бингемтон, штат Нью-Йорк) — офицер армии США и астронавт НАСА. Состоит в сообществах: лётчиков-испытателей Society of Experimental Test Pilots, военных инженеров Society of American Military Engineers и некоторых других.

## Образование и воинская служба
После окончания средней школы он поступил в Военную Академию в Вест-Пойнте, которую закончил в 1983 году получив степень бакалавра наук по прикладной науке и машиностроению и воинское звание второго лейтенанта.
С окончанием военной академии началась его служба в Армии США, где, после соответствующей подготовки, он стал пилотом, дослужившись от ведущего звена до командира воздушно-десантной группы.
Затем в качестве инженера-разработчика и исследователя новых видов вооружений он начал службу в Авиационном управлении развития средств боя.
Даглас Уилок продолжал учёбу и в 1992 году получил степень магистра аэрокосмической техники в Технологическом институте Джорджии с исследованиями в области высокотемпературной газодинамики, стабильности полёта, автоматического управления и робототехники.
В 1993 году он выучился на лётчика-испытателя и с 1994 года начал службу в испытательном центре армейской авиации. Основной задачей его была отработка авиационных систем разведки.
Общий налёт Дагласа Уилока составил более 2500 часов на 43 типах самолётов и вертолётов, он имеет квалификацию лётчика первого класса армейской авиации.

## Карьера в НАСА

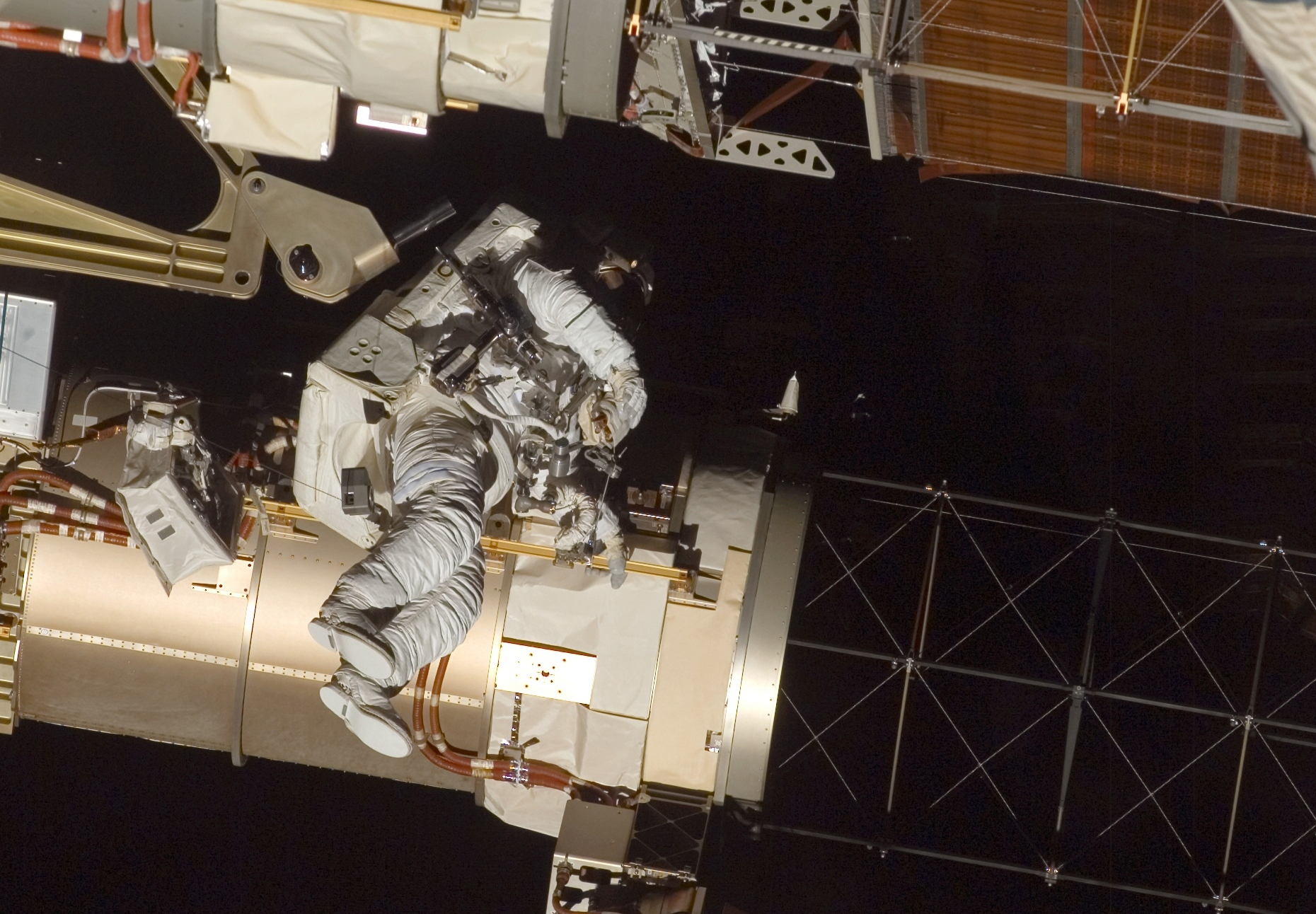
Даглас Уилок ремонтирует повреждённую солнечную батарею МКС. STS-120, 5 ноября 2007 года

С августа 1996 года он был назначен на службу в космический центр Джонсона, где занимался испытанием оборудования шаттла, затем он был назначен ведущим испытателем оборудования для МКС. Затем в июне 1998 года Даглас Уилок был зачислен в отряд астронавтов НАСА в составе 17-го набора в качестве пилота. Он прошёл подготовку по внекорабельной деятельности и управлению канадским телескопическим манипулятором. В июле 2003 года участвовал в миссии НАСА по операциям в экстремальной окружающей среде (NEEMO 6). В 2009 году участвовал в первых тренировках в штаб-квартире компании SpaceX целью которых было отработать взаимодействие экипажа с кораблём «Дракон» во время его приближения и стыковки с МКС.
Первый космический полёт он совершил в качестве специалиста полёта на шаттле «Дискавери» по программе STS-120 (стартовал 23 октября 2007 года). Даглас Уилок участвовал в трёх выходах в открытый космос в паре со Скоттом Паразински с целью монтажа нового модуля МКС «Гармония», установки фермы P6 и ремонта солнечных батарей на ней.
Во второй полёт он отправился 16 июня 2010 года в качестве бортинженера-2 корабля «Союз ТМА-19» совместно с Фёдором Юрчихиным и Шеннон Уокер. После стыковки к МКС 18 июня Даглас Уилок вошёл в состав 24-го долговременного экипажа МКС бортинженером.
За время пребывания на станции Даглас Уилок совершил три выхода в открытый космос вызванные ремонтом аммиачного насоса в системе терморегуляции МКС.
26 ноября 2010 года корабль «Союз ТМА-19» отстыковался от МКС и в тот же день спускаемый аппарат корабля совершил мягкую посадку на территории Казахстана в 35 км юго-восточнее города Аркалык.
Продолжительность полёта составила 163 сут 07 ч 10 м 47 с.

## Награды
- Медаль «За заслуги в освоении космоса» (12 апреля 2011 года, Россия) — за большой вклад в развитие международного сотрудничества в области пилотируемой космонавтики[4]

## Личная жизнь

### Семья
Состоит в браке, есть ребёнок.

### Увлечения
Увлечения: обучение молодёжи спорту, бейсбол, походы, полёты, коллекционирование спортивных памятных вещей. Радиолюбитель с позывным KF5BOC.